# Four Chords & Several Years Ago
Four Chords & Several Years Ago ist das im Mai 1994 erschienene siebte Studioalbum der US-amerikanischen Rockband Huey Lewis & the News. Es handelt sich um ein reines Coveralbum, mit dem die Band ihren musikalischen Wurzeln, dem Rhythm and Blues, nachspürte. Dies drückte sich auch durch die verwendete Aufnahmetechnik aus.

## Hintergrund
Huey Lewis & The News waren mit den vier seit 1983 veröffentlichten Alben Sports (1983), Fore! (1986), Small World (1988) und Hard at Play (1991) in den USA, Großbritannien und Deutschland sehr erfolgreich gewesen und hatten, vor allem in ihrem Heimatland, zahlreiche Verkaufsauszeichnungen erhalten. Das ursprüngliche Musiklabel der Band, Chrysalis Records, war 1991 an EMI verkauft worden.
Die Gruppe wechselte zum Label Elektra Records. Das erste für Elektra produzierte Album sollte Four Chords & Several Years Ago werden, das die Gruppe im Studio “The Site” in San Rafael aufnahm. Alle Lieder wurden mit originaler Aufnahmetechnik (Verstärker, Mikrofone, Tonbandgeräte) der 1950er-Jahre aufgenommen. Auch die Aufnahme der einzelnen Songs erfolgte live. Das bedeutete, dass nicht Tonspur für Tonspur und Instrument für Instrument, sondern jedes Lied von allen jeweils beteiligten Musiker gemeinsam aufgenommen wurde.
Neben Dr. John, der als Gastmusiker für das Lied Mother in Law Klavier spielte und die ständig wiederkehrende Titelzeile des Liedes sang, wirkte an den Aufnahmen auch Marvin McFadden (Trompete) mit, der mittlerweile festes Mitglied der Band ist. Der Begleitgesang wurde von Linda Tillery und Jeanie Tracy beigesteuert.
Als Singles wurden 1994 die Lieder Some Kind of Wonderful und But It's Alright ausgekoppelt, 1995 folgte noch Little Bitty Pretty One. Nach der Tournee zum Album verließ Gründungsmitglied und Bassist Mario Cipollina die Gruppe.

## Titelliste
| Nr.          | Titel                                     | Autor(en)                         | Gastmusiker                | Länge |
| ------------ | ----------------------------------------- | --------------------------------- | -------------------------- | ----- |
| 1.           | Shake, Rattle and Roll (Big Joe Turner)   | Charles E. Calhoun                |                            | 3:07  |
| 2.           | Blue Monday (Fats Domino)                 | Dave Bartholomew, Fats Domino     |                            | 2:41  |
| 3.           | Searching for My Love                     | Bobby Moore                       |                            | 2:50  |
| 4.           | Some Kind of Wonderful                    | John Ellison                      |                            | 3:06  |
| 5.           | But It's Alright (J. J. Jackson)          | J.J. Jackson, Pierre Tubbs        |                            | 2:54  |
| 6.           | If You Gotta Make a Fool of Somebody      | Rudy Clark                        |                            | 2:32  |
| 7.           | Mother in Law (Ernie K-Doe)               | Allen Toussaint                   | Dr. John (Klavier, Gesang) | 2:43  |
| 8.           | Little Bitty Pretty One (Thurston Harris) | Robert Byrd                       |                            | 2:04  |
| 9.           | Good Morning Little School Girl           | Sonny Boy Williamson I.           |                            | 4:02  |
| 10.          | Stagger Lee                               | Harold Logan, Lloyd Price         |                            | 2:36  |
| 11.          | She Shot a Hole in My Soul                | Mac Gayden, Chuck Neese           |                            | 2:38  |
| 12.          | Surely I Love You                         | James Bracken, Marion Oliver      |                            | 2:51  |
| 13.          | You Left the Water Running                | Oscar Franck, Rick Hall, Dan Penn |                            | 3:96  |
| 14.          | Your Cash Ain't Nothin' But Trash         | Charles E. Calhoun                |                            | 2:57  |
| 15.          | Function at the Junction                  | Edward Holland, Jr., Shorty Long  |                            | 3:13  |
| 16.          | Better to Have and Not Need               | Don Covay, Erskin Watts           |                            | 3:13  |
| 17.          | Going Down Slow (St. Louis Jimmy Oden)    | St. Louis Jimmy Oden              |                            | 2:00  |
| Gesamtlänge: | Gesamtlänge:                              | Gesamtlänge:                      | Gesamtlänge:               | 48:52 |

## Konzertvideo
Unter dem Titel Four Chords & Several Years Ago – The Concert erschien am 5. Dezember 1994 (USA: 1. November 1994) ein 65-minütiger VHS-Mitschnitt eines Konzerts, bei dem die Band zehn Klassiker des Rhythm-and-Blues und einige eigene Hits spielte. Als Gäste traten dabei Sam Moore (I Thank You) und Lloyd Price (Personality, Just Because) auf.

## Rezeption
Musikexpress schrieb, Four Chords & Several Years Ago sei eine „Kollektion von immergrünen Songs aus den Kindertagen des Rock ’n’ Roll, Musik zwischen Rockabilly-Seligkeit und Rhythm and Blues-Feuer.“ Doch obwohl sich die Band „durchaus an die Originalvorlagen“ halte, entwickelten die einzelnen Songs „genügend Biß, um auch in den 90ern bestehen zu können.“
“Stereoplay” war der Ansicht, Huey Lewis verspreche mit seinem neuen Album „tolle Partystimmung. Der Meister des Goodtime-Rock'n'Roll“ habe „tief in die Oldie-Kiste“ gegriffen und „Klassiker aus der Rhythm & Blues-Ära“ neu aufgepeppt. Großen Anteil daran habe die „seit Jahren unveränderte Begleitband,“ die einen „spritzig-lebendigen Sound“ produziere, bei dem sich Huey Lewis hörbar wohlfühle.